# Ascidia molguloides
Ascidia molguloides is een zakpijpensoort uit de familie van de Ascidiidae. De wetenschappelijke naam van de soort is voor het eerst geldig gepubliceerd in 1975 door Claude Monniot.